# حريق البرلمان

حَرق مَجلس السادة والعُموم، بريشة الفنان الإنجليزي ويليام تورنر ، بين 1834-1835

حريق البرلمان هو حريق اندلع في 16 أكتوبر 1834 ودمر قصر وستمنستر، وهو قصر من القرون الوسطى وكان يعد مقر برلمان المملكة المتحدة. نتج الحريق جراء اشتعال بعض الألواح الخشبية التي كانت تستخدم حتى عام 1826 في تدوين إجراءات المحاسبة التابعة للخزانة العامة. تم التخلص من بعض الألواح الخشبية في الأفران الموجودة تحت مبنى مجلس اللوردات مما أدى إلى ملء المداخن الموجودة تحت طابق غرفات اللوردات بالسخام حتى وصل إلى حوائط المبنى. وساحة القصر القديم في أكتوبر 1834 انتشر]] الحريق كالنار في الهشيم وكان ذلك أكبر حادث حريق يحدث في لندن في الفترة بين حادث حريق لندن الكبير الذي وقع عام 1666 وأحداث قصف لندن في الحرب العالمية الثانية. لفت هذا الحريق انتباه الكثيرين ومنهم العديد من الفنانين الذين قدموا تسجيلات مصورة لهذا الحادث. استمر الحريق معظم الليل ودمر جزءًا كبيرًا من القصر، بما في ذلك غرفة كنيسة القديس ستيفن -التي تعد مقر اجتماع مجلس العموم- وغرفة اللوردات والغرفة المُلونة والمقر الرسمي للمتحدث باسم مجلس عموم المملكة المتحدة|مجلس العموم وكذلك كاتب مجلس العموم.
أكدت تصريحات المراقب جيمس برايدوود، التابع لمؤسسة الحرائق اللندنية، أن قصر وستمنستر وبعض أجزاء مباني البرلمان نجت من الحريق. في عام 1836 فاز تشارلز باري بمسابقة وضع تصاميم لبناء قصر جديد. تطورت خطة باري بالتعاون مع أغسطس ويلبي نورثمور بوجن وشملت الخطة المطورة الأجزاء الناجية من الحريق. اتفقت المسابقة على أن تكون العمارة القوطية الحديثة هي أسلوب العامرة الوطني السائد في المسابقة، ومنذ ذلك الحين صُنِف القصر على أنه موقع تراث عالمي ذو قيمة عالمية استثنائية بإقرار اليونسكو.

## الخلفية التاريخية

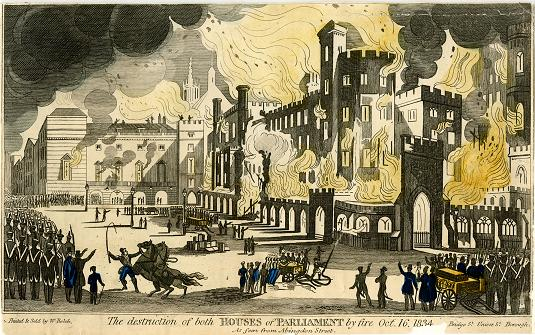
حريق القصر في أكتوبر 1834

يعود تاريخ قصر وستمنستر إلى بدايات القرن الحادي عشر عندما بنى كانوت العظيم مقر الإقامة الملكية مطلًا على الجزء الشمالي من نهر التمز. أضاف الملوك المتعاقبون إلى هذا البناء. فقد بنى إدوارد المعترف دير وستمنستر، كما بدأ ويليام الفاتح في بناء القصر الجديد، وقام ابنه وليام الثاني ملك إنجلترا باستكمال عملية البناء التي تضمنت قاعة قصر وستمنستر بداية من تاريخ 1097، وقام هنري الثالث ملك إنجلترا ببناء مبان جديدة لخزانة الدولة - قسم جمع الضرائب وتحصيل الإيرادات من البلاد - في عام 1270 وكذلك بنى المحكمة العامة للالتماسات بالإضافة إلى محكمة مجلس الملك وكذلك محكمة تشانسري. بحلول عام 1245 وُضِعَ عرش الملك في القصر ومن ثم أصبح هذا البناء في مركز إدارة الملكية الإنجليزية. 

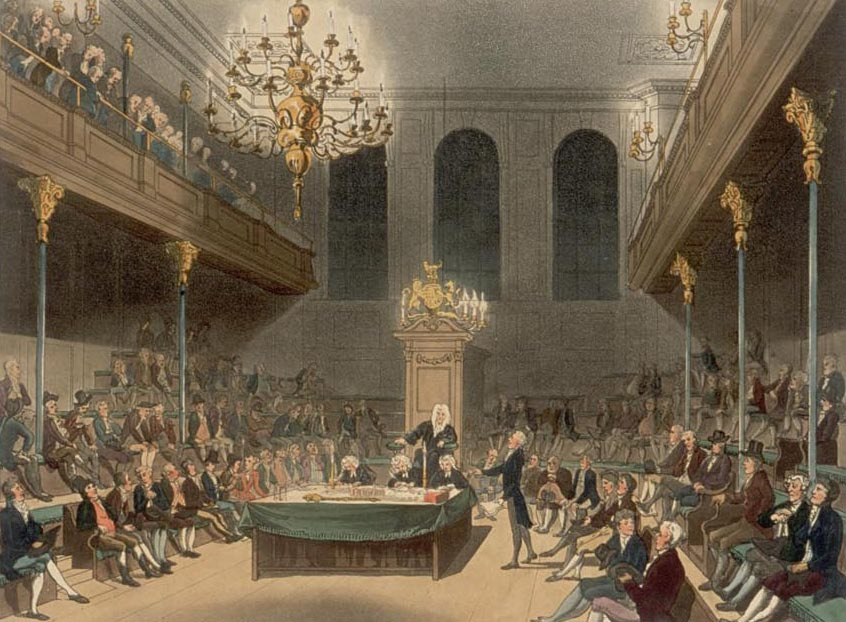
مجلس العموم قبل الحريق

مجلس اللوردات قبل الحريق

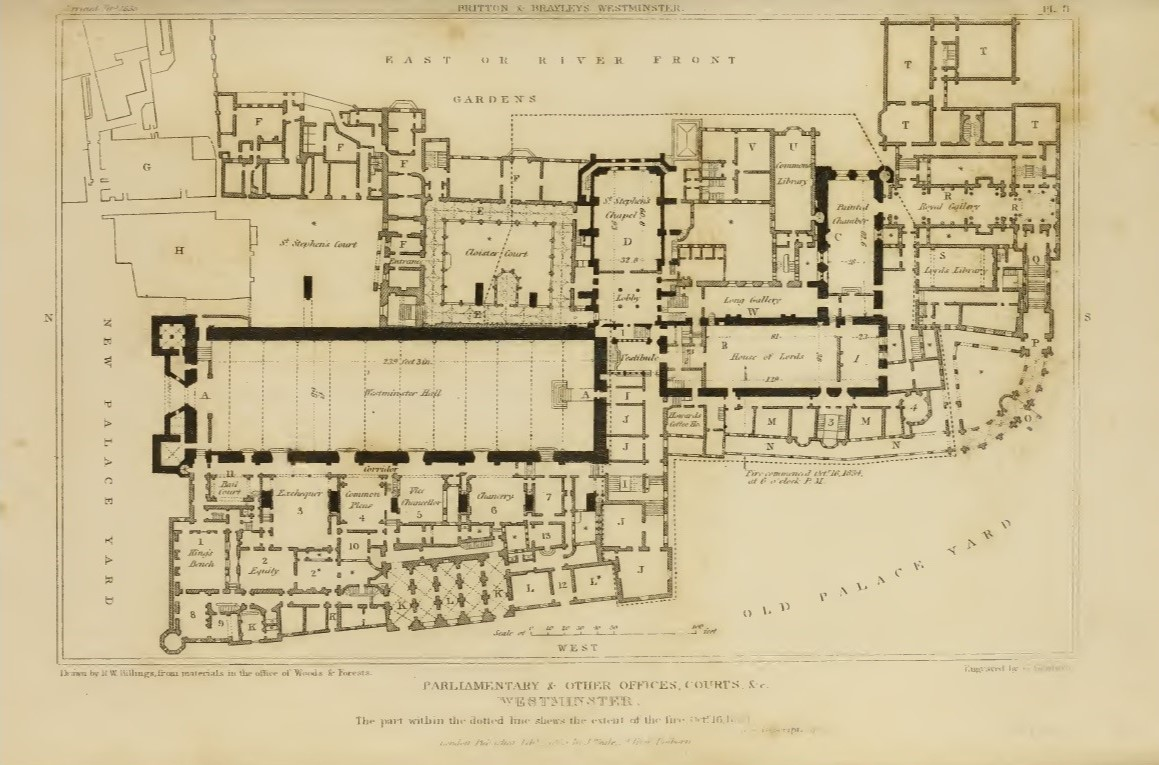
خريطة قصر وستمنستر عام 1834، تُظهر موقع مجلسي البرلمان، قاعة وستمنستر، الغرفة المُلونة، بيت رئيس المجلس، وخزانة الدولة.

في عام 1295 كانت وستمنستر مقر البرلمان الصوري وهو أول جمعية تمثيلية إنجليزية استدعاها إدوارد الأول ملك إنجلترا. خلال فترة حكم إدوارد الأول ملك إنجلترا دعا ستة عشر برلمانًا واجتمع أعضاؤها في غرفة الملونة التابعة لقصر وستمنستر أو الغرفة البيضاء. بحلول عام 1332 بدأ البارونات -الذين يمثلون الطبقات العليا- والمواطنون -الذين يمثلون العامة- يجتمعون بشكل منفصل، وبحلول عام 1377 انفصلت الهيئتان تمامًا. دُمر جزء من مجمع القصر الملكي جراء الحريق الذي اندلع سنة 1512، ومن ثم نقل هنري الثامن ملك إنجلترا المقر الملكي إلى قصر وايت هول، وبالرغم من ذلك ظل يُشار إلى قصر وستمنستر على أنه القصر الملكي. في عام 1547 قام إدوارد السادس -ولي عهد هنري الثامن ملك إنجلترا- بتوفير غرفة كنيسة القديس ستيفن لأعضاء مجلس العموم لكي تكون مكانًا لعقد مناقشاتهم ومناظراتهم. أما مجلس اللوردات فكانت تعقد اجتماعاته في قاعة العصور الوسطى الموجودة بقاعة الملكة، قبل نقل اجتماعاتهم إلى القاعة الصُغرى عام 1801. على مر ثلاثة عصور ابتداءً من 1547 تم توسيع القصر وتعديله والتغيير فيه، حتى أصبح مكانًا مكتظًا بالممرات والسلالم الخشبية.
لم تطرأ تغييرات كبيرة على غرفة كنيسة القديس ستيفن إلا عام 1692 عندما عُين السيد كريستوفر رن -المسئول عن أعمال الملك آنذاك- لإجراء تعديلات هيكلية. فقد قام بتخفيض مستوى السقف، وأزال الزجاج المعشق، وشيد طابِقًا جديدا، وغطى المباني المشيدة على طراز العمارة القوطية بالألواح الخشبية. كما أنه أضاف بعض المعارض ليُمكن العامة من متابعة متابعة الإجراءات. وصف أحد الزوار نتائج التغييرات التي أحدثها كريستوفر رن على أنها «مظلمة وكئيبة وسيئة التهوية وصغيرة للغاية... حتى أنه عندما أقيمت مناظرة... كانت حالة أعضاء البرلمان يرثى لها». عندما تذكر رئيس وزراء المملكة المتحدة وليم غلادستون لحظة وصلولة كعضو برلمان جديد عام 1832، سرد قائلًا «ما يمكنني أن أطلق عليه راحة عينية كان... ضحلا للغاية... لا أظن أن المبنى كان يوفر مكانًا لغسل اليدين حتى على أقل تقدير». إمكانيات المكان كانت ضحلًا جدا، لدرجة أن أثناء المناظرات التي عقدت عامي 1831 و 1834 طالب الراديكالي جوزيف هيوم عضو البرلمان إيجاد مكان إقامة آخر للمجلس، وتساءل عضو البرلمان ويليام كوبت قائلًا «لماذا يتم إقحامنا في مثل هذا المكان الصغير الذي يستحيل فيه أن تكون النقاشات هادئة ومنظمة... حتى في هذا الظرف الحالي... لماذا يُقحم 658 شخصًا من بيننا في مكان صغير كهذا المكان الذي لا يتيح مُتسعًا للحركة سوى البقعة التي يقف عليها الواحد منا؟».
بحلول عام 1834 تم تطوير مجمع القصر، في البداية أحدث جون فاردي بعض التطويرات في منتصف القرن الثامن عشر، وفي مطلع القرن التاسع عشر أضاف كلُ من جيمس وايت والسيد جون سواني تطويرات على المبنى. أضاف فاردي المبنى الحجري، الذي قد بناه على طراز هندسة بالاديو، إلى الجزء الغربي من قاعة وستمنستر. قام وايت بتوسيع مكان مجلس العموم، وقام بنقل مكان مجلس اللوردات إلى محكمة الالتماسات، كما أنه قام بإعادة بناء مقر رئيس المجلس. تولى سواني مسئولية مجمع القصر بعد وفاة وايت سنة 1813، فقد قام بإعادة بناء قاعة وستمنستر وتشييد المحاكم القانونية على طراز العمارة الكلاسيكية الحديثة. كما أضاف سواني أيضًا مدخلًا ملكيًا جديدًا، ودرجًا، ومعرضًا، وكذلك قام بإنشاء قاعات اللجان والمكتبات.
إن المخاطر المحتملة لهذا البناء كانت واضحًا للبعض، إذ أنه لم يكن متوفرًا بالمكان أي وسائل لمنع الحريق أو حوائط تفصل بين المباني للحد من انتشار الحريق إذا اندلع. وفي أواخر القرن الثامن عشر توقع مجموعة من أعضاء البرلمان احتمالية حدوث كارثة إذا نشب حريق بالقصر. وعقب هذا الأمر، وقع أربعة عشر مهندسًا معماريًا على تقرير 1789 محذرين من احتمالية نشوب حريق بالقصر. كان سواني وروبرت آدم من بين الموقعين على التقرير. وفي عام 1828 حذر سواني مجددًا من تلك المخاطر عندما كتب «إن ضرورة توفير حماية ضد الحريق في هذا المكان بممراته الضيقة والمظلمة والغير صحية، وعدم توفير غرف كافية للإقامة بالمكان، تدعو كل هذه الأمور إلى المراجعة والتصليحات العاجلة»، ولكن تقرير سواني تم تجاهله مجددًا.

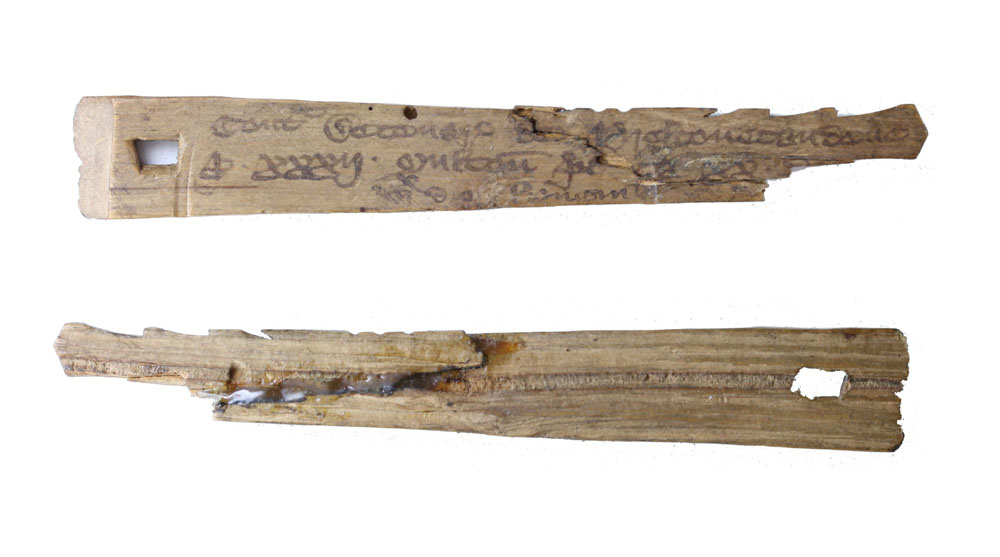
[ كان مسؤولي وزارة الخزانة يستخدمون الألواح الخشبية حتى عام 1826.

منذ زمن العصور الوسطى كانت تستخدم الألواح الخشبية -التي غالبًا ما تُصنع من خشب الصفصاف- في عمليات المحاسبة التابعة للخزانة العامة. وصفت كارولين شينتون -المؤرخة وعضوة البرلمان- تلك الألواح الخشبية قائلة «إن عرض تلك الألواح الخشبية هو تقريبًا عرض ما بين إصبعي السبابة والإبهام». كانت تلك الأواح تُشق إلى نصفين بحيث يتم تسجيل الإجراءات التي تتم في أي اتفاق عليها. وبمجرد أن تتم هذه المهمة، كانت تلك الألواح الخشبية تُدمَر بشكل دوري. وبانتهاء القرن الثامن عشر، لم تعد هناك حاجة لاستخدام هذه الألواح الخشبية، وأصدر البرلمان قرار 1782 الذي نص على أن تُدون جميع الإجراءات على الورق بدلًا من الألواح الخشبية. وألغى أيضًا هذا القرار جميع المناصب التي لا تتضمن أي أعمال فعلية في الخزانة العامة، ولكن أُدخلت عبارة لاحقة على على القرار نصت بعدم تفعيل هذا القرار إلا بعد وفاة أو استقالة أولئك الذين يعملون في مثل هذه المناصب. تُوفي آخر من كان يشغل مثل هذه المناصب عام 1826 وحينها تم تفعيل هذا القرار، وبالرغم من ذلك لم تُستبدل إجراءات التدوين من تدوين على الألواح الخشبية إلى التدوين على الورق إلا عام 1834. قال الروائي تشارلز ديكنز في حديث له مع جمعية الإصلاح الإداري واصفًا أمر الإبقاء على استخدام هذه الألواح الخشبية لكل تلك الفترة على أنه «تمسك عنيد بعرف عفا عليه الزمن»، كما أنه وجه نقدًا لاذعًا منتقدًا فيه الخطوات البيروقراطية اللازمة لتحويل عملية التدوين من تدوين على الألواح الخشبية إلى التدوين على الأوراق. وأضاف قائلًا «إن الإجراءات الروتينية في البلد تزداد تعقيدًا عند فتح هذه القضية». وبعد الانتهاء من عملية الاستبدال تلك كانت هناك عربتان محملتان بالألواح الخشبية القديمة التي كانت تتطلب التخلص منها.
في أكتوبر 1834 تلقى ريتشارد ووبيلي تعليمات من مسؤولي وزارة الخزانة للتخلص من الألواح الخشبية، وفي الوقت نفسه كانت جلسة البرلمان قد أُجلت. لكنه قرر ألا يسلمها ضمن محتويات البرلمان التي يتم التخلص منها وبدلًا من ذلك قرر أن يستخدمها كحطب لأفران التدفئة التي توجد أدنى الغرفات التابعة لمبنى مجلس اللوردات. أفران التدفئة تلك صممت لتعمل على حرق الفحم -الذي يعطي حرارة عالية دون إحداث اشتعال ولهب كبير- لكنها لم تصصم لتعمل على حرق الأخشاب وذلك لأن حرق الأخشاب يتولد عنه إحداث اشتعال ولهب متزايد. ونتيجة ذلك الأمر انتشر اللهب وطالت النيران جدران الطابق السفلي الموجود أدنى طابق غرفات مجلس اللوردات، ثم انتشر الحريق كالنار في الهشيم حتى وصل إلى مداخن المبنى.

## 16 أكتوبر 1834
بدأت عملية حرق تلك الألواح الخشبية في فجر يوم 16أكتوبر واستمرت طوال اليوم، وكان اثنان من العمال الأيرلنديين، جوشوا كروس وباترك فورلونج، هما الموكلان بتنفيذ هذه المهمة. كان ووبيلي يقوم بمتابعة سير العمل طوال اليوم وأكد أن خلال متابعته للعمل لم يتعد ارتفاع أكوام الألواح الخشبية التي كانت تلقى في أفران التدفئة أكثر من أربعة إنشات/10 سم. ولكن أبلغ ريتشارد رينولدز -الذي شهد هو الآخر هذه الحادثة- أنه قد رأى كلًا من كروس وفورلونج وهما يلقيان بكميات كبيرة من الألواح الخشبية في أفران التدفئة. ولكن كروس وفورلونج قد نفيا هذا الادعاء.
لم يكن العاملان على دراية من أن الحرارة الناتجة عن الحريق قد أدت إلى إذابة طبقة النجاس التي تُبطن المدخنة من الداخل، وأن لهيب النار قد أخذ ينتشر داخل المدخنة. ومما زاد الطين بلة هو أنهما تركا أبواب أفران التدفئة مفتوحة، مما أدى إلى تسلل المزيد من غاز الأوكسجين إلى الداخل ومن ثم زادت النيران اشتعالًا وأخذ لهيب النار ينتشر ويصعد داخل المدخنة. كانت المدخنة من الداخل قد أُلحق بها بعض الضرر جراء عمليات المسح والتنظيف التي يقوم بها الأطفال الذين يعملون في مجال تنظيف المداخن. فموطئ أقدام الأطفال الصغيرة كان يترك أثرًا في المدخنة مما أدى إلى إحداث ضرر بالمدخنة من الداخل. وفي أكتوبر 1834 لم تكن عمليات تنظيف الماخن قد تمت بعد، لذا فكانت هناك طبقة سميكة من خبث المعادن -الذي ينتج جراء عملية حرق الفحم- قد تجمعت وعلقت بحوائط المدخنة من الداخل.
كانت رائحة دخان الحريق تنبعث من غرفات اللوردات بكثافة في أثناء وقت ما بعد الظهيرة في يوم 16 أكتوبر. وفي تمام الساعة الرابعة لم يتمكن اثنان من السياح، الذين جاءوا ليزوروا قصر وستمنستر ويشاهدوا لوحات المنسوجات التي تعرض صورًا للأسطول الحربي، من مشاهدة المعروضات بسبب دخان الحريق الكثيف الذي كان يملء المكان. وكلما اقتربا من مقصورة بلاك رود -عضو البرلمان- وجدا أن الحرارة تنبعث من تحت أقدامهم من الأرض وتتخلل أحذيتهما. وبعد الساعة الرابعة بقليل كان كروس وفورلونج قد اتما عملهم وألقيا آخر مجموعة من الألواح الخشبية بأفران التدفئة وأغلقا الأبواب خلفهما وذهبا إلى حانة ستار أند جارتر التي تقع بالقرب من مكان عملهم.
لاحظت زوجة أحد حارسي المبنى أولى ألسنة النيران وهي تظهر من تحت أعقاب أبواب مبنى مجلس اللوردات في تمام الساعة السادسة. فعندما دخلت الغرفة وجدت نارًا مضطرمة تنتشر بمقصورة بلاك رود، والنيران قد علقت بالستائر والألواح الخشبية، وعندئذٍ أطلقت جرس الأنذار. لمدة خمسة وعشرين دقيقة كانت الفوضى تعم المكان وكان الموظفون في حالة من الذعر، ولكن سرعان ما تمالكوا أعصابهم وبدأوا يتعاملوا مع الوضع وحاولوا أن يخمدوا الحريق، ولكنهم لم يطلبوا النجدة ولم يستعينوا بفريق الأنقاذ -التابع لمجلس العموم- المتواجد في الجانب الآخر من مجمع القصر.
في تمام الساعة السادسة والنصف مساءا حدث انفجار كهربائي بدا وكأنه كرة لهيب ضخمة حتى أن صحيفة الغارديان قد وصفت مشهد هذا الانفجار كالآتي: «حدث الانفجار في قلب مبنى مجلس اللوردات ... وانتشر الحريق كالنار في الهشيم لدرجة أنه في أقل من نصف ساعة ... كان المبنى من الداخل بأكمله ... قد تحول إلى كتلة واحدة من النار المضطرمة». هذا الانفجار، وما نتج عنه من حريق لأسقف المباني، أنار السماء، لدرجة أن العائلة المالكة التي تقطن قصر وندسور -الذي يقع على بعد عشرين ميلًا (32 كم)- كانت تشاهد من مكانها هذا الحريق الهائل. بعد أن انتبه الناس إلى هذا الحريق، بعض المساعدات وسيارات الإطفاء التابعة للأبرشية المجاورة تم إرسالها إلى موقع الحادث. ولكن نظرًا لتوافر اثنان من محركات مضخات المياة اليدوية فقط، فقد كان الاستخدام محدودًا جدًا. انضم إلى فريق العمل في تمام الساعة السادسة وخمس وأربعين دقيقة مساءا مائة جندي تابعين لحرس الجراناديير. جزء من هؤلاء الجنود شرع يساعد القوات الشرطية في إخلاء الساحة الكبيرة المقابلة للقصر وفض الناس من حولها ليبعدوا الزحام المتزايد ذلك عن عاملي إطفاء النيران. والجزء الآخر من الجنود أخذ يساعد رجال إطفاء النيران في ضخ المياة من المحركات.
وفي تمام الساعة السابعة كانت قد انتبهت مؤسسة لندن -لمحركات مضخات الحريق- للأمر في الوقت الذي كانت النار قد انتشرت فيه في مبنى مجلس اللوردات. وهذه المؤسسة تقوم بإدارتها مجموعة من شركات التأمين. قام جيمس برايدوود بإحضار اثنا عشر محركًا وأربعة وستين رجلًا من رجال مكافحة الحريق للعمل على إخماد هذه النيران التي نشبت بالمكان، ذلك بالرغم من أن قصر وستمنستر كان يندرج ضمن المباني الحكومية غير المؤمن عليها وبالتالي فهو خارج نطاق حماية تلك المؤسسة.  بعض رجال مكافحة الحريق ألقوا بخراطيم المياة في نهر التيمز ليحصلوا على دعم من مياة النهر، ولكن دفع المياة كان ضعيفًا جدًا ومن ثم المياة التي كانت تُضخ من النهر للمحركات الواقعة جانب المبنى المطل على النهر كانت ضعيفة جدًا. 
عند وصول برايدوود ورجالة كان مبنى مجلس اللوردات قد تهدم تمامًا جراء الحريق الذي نشب فيه. كما أن الحريق انتشر في الممرات الخشبية الضيقة التي تؤدي إلى كنيسة القديس ستيفن.  وبعد وقت قصير من وصول برايدوود ورجالة كان سقف كنيسة القديس ستيفن قد تهدم وسقط وأحدث ضجيجًا مدويًا لدرجة أن الحشود المتجمعة في الشارع قد ظنوا أنه قد وقع انفجار مماثل للانفجار الذي حدث جراء استخدام البارود. وقد جاء في مانشستر جارديان تعليقًا على ما وقع «بحلول الساعة السابعة والنصف مساءا، كانت مضخات تستمد المياة وتعمل على إخماد النيران ولكن النيران قد زادت ضراوة لدرجة أن كميات المياة التي كانت تقذف لم يعد لها أي تأثير على النار المشتعلة بالمكان». لقد رأي برايدوود أن فرصة إنقاذ معظم أجزاء القصر قد ولت، لذا قرر برايدوود تركيز كل المجهود على إنقاذ قاعة وستمنستر. لذا فقد أمر رجاله بأن يقوموا بفصل السقف الذي يجمع قاعة وستمنستر بغرفة المتحدث باسم المجلس، التي قد نشبت بها الحريق بالفعل، وذلك لكي لا ينتشر الحريق ويصل إلى سقف قاعة وستمنستر. ثم بعد ذلك أمر رجاله بدفع كميات هائلة وتوجيهها إلى سقف قاعة وستمنستر. وبذلك تمكن برايدوود ورجالة من إنقاذ هذا الجزء ولكن على حساب الأجزاء الأخرى التي نشبت بها الحريق وتدمرت تمامًا. 

## الملاحظات
1. ↑  Dickens later mocked the decision, commenting that "the sticks were housed in Westminster, and it would naturally occur to any intelligent person that nothing could be easier than to allow them to be carried away for fire-wood by the miserable people who lived in that neighbourhood. However, they never had been useful, and official routine required that they should never be, and so the order went out that they were to be privately and confidentially burnt."[28]
2. ↑  In July that year parliament had passed the Chimney Sweepers Act 1834, which stopped children under ten from working as sweeps, and made it a criminal offence for anyone to force anyone to enter a flue.[36]
3. ↑  Black Rod—officially the Gentleman Usher of the Black Rod—is the parliamentary officer responsible for the maintaining the buildings, services and security of the Palace.[38]
4. ↑  Braidwood had transferred to London from the Edinburgh Fire Brigade the year before; the Edinburgh service was the first municipal fire service in Britain.[40]